# Pietà de Cavan
La Pietà de l'église Saint-Chéron à Cavan, une commune du département des Côtes-d'Armor dans la région Bretagne en France, est une pietà datant du XVIe siècle. La sculpture a été inscrite monument historique au titre d'objet le 12 décembre 1994.
La Vierge de Pitié en bois polychrome est coiffée d'un voile, elle est assise et porte le corps du Christ sur ses genoux. Marie soutient sa tête de la main droite. 
Hélène Gruau a restauré le groupe sculpté en 2010.